# Усть-Илыч
Усть-Илыч — село в Троицко-Печорском районе республики Коми, центр сельского поселения Усть-Илыч.

## Историко-демографические сведения
Возникло после 1747 года. Впервые упомянуто в «Экономических примечаниях к Генеральному межеванию» в 1784 году: деревня Усть-Илыцкая, 4 двора, 29 жителей (18 женщин и 11 мужчин). 
Побывавший тут в 1840 году промышленник В. Н. Латкин отметил, что деревня Усть-Илыдзь состоит из 13 домов, «расположенных на самом устье реки Илыдзь, на правом высоком её берегу». 
В 1859 году — деревня Усть-Илычская (Илыч-Дин, Ылыдздін), 15 дворов, 104 жителя (46 мужчин, 58 женщин). 
В 1890 году открылась церковно-приходская школа, в которой учились не только дети из Усть-Илыча, но и с верховьев Печоры: Мамыля, Якши и других. В 1898 году открылась школа грамоты. В 1901 году построена деревянная Иоанно-Предтеченская церковь, автор проекта и архитектор — М. В. Парийский. К приходу этой церкви были закреплены деревни: Антон, Максим, Габо, Сарьюдин — по реке Илыч; Мамыль, Якша — по Печоре. К началу 1901 года село носит название Усть-Ылыч. 
В 1921 году в селе открылась начальная школа.
В 1926 году — село Усть-ылыч, 47 дворов, 163 жителя (69 мужчин, 94 женщины). В 1930 году в селе имелась пароходная стоянка. 
В 1947 году село переименовано в Усть-Илыч. В селе были магазин, склады, управа, где помещались почта, библиотека, позже лечебница. 
В 1970 году здесь жили 914 человек, в 1979 году — 920 человек, в 1989 году — 786 человек (392 мужчины, 394 женщины, 43% русские, 42% коми). В 1992 году — 789 жителей, в 1995 году — 684 жителя в 292 хозяйствах.

## Сельское хозяйство, промышленность, здравоохранение, образование и культура
В 1930-е годы в селе образовался колхоз «Сталинец». В 1950 году в стране прошла кампания укрупнения колхозов, и «Сталинец» (Усть-Илыч) и «Пионер» (Усть-Ляга) соединились в один колхоз «Правда», председателем которого стал Бажуков Александр Виссарионович. Колхоз был не бедным: молочное стадо в 100—150 голов; телят, овец, рабочих лошадей и жеребцов до 200 голов. Сажали ячмень, овес, рожь, капусту, картофель, морковь, лук и даже огурцы. Но работники колхоза жили бедно. С 1961 года колхоз был преобразован во II отделение совхоза «Приуральский», который прекратил свою деятельность в начале 90-х годов. 
В 1937 году на территории Усть-Илычского сельсовета появились лесоучастки, в которых работали и жили сосланные немцы, румыны, позднее литовцы, эстонцы и другие. На основе лесоучастков в феврале 1953 года был организован Верхне-Печорский леспромхоз, первым директором которого стал Страшко Фёдор Николаевич. Село в это время стало быстро разрастаться, резко возросла численность населения. Рядом с деревней вырос промышленный посёлок.
В 1935 году в селе открылся ФАП, первым фельдшером которого был Чувьюров Николай Васильевич. 1 апреля 1955 года была открыта участковая больница, рассчитанная на пять коек. в 1997 году участковая больница была реорганизована во врачебную амбулаторию. В настоящее время в Усть-Илычский врачебный участок входит два ФАПа в Мишкинь-Ёль и Палью.
Так же в годы[уточнить] появилась электростанция, столовая, участковая больница, школа-восьмилетка, ставшая средней в 1965 году. Были построены новый Дом культуры, школа, новое здание детсада. В 1991 году в центре села было построено новое здание административного центра.

## Топографические карты
- Лист карты P-40-XV,XVI Комсомольск-на-Печоре. Масштаб: 1 : 200 000. Указать дату выпуска/состояния местности.